# アダム&ジ・アンツ
アダム&ジ・アンツ（Adam and the Ants）は、1980年代にニューロマンティックムーブメントを作り出したイギリスのニュー・ウェイヴ/ポストパンクバンド。
アメリカのマイケル・ジャクソンやプリンス、日本の沢田研二やヴィジュアル系バンドにも多大な影響を与えた。

## 概要・来歴
アダム・アントをリーダーとして1977年に結成し1978年にデビュー。本格的にデビューする前のマネージャーはマルコム・マクラーレンだったが裏切られ、バンドメンバーをすべて引き抜かれる。バンドメンバーは、後にバウ・ワウ・ワウを結成してデビュー。
1979年に新メンバーでデビューアルバム『ダーク・ウェアズ・ホワイト・ソックス』を発表し話題となる。1980年に発表されたアルバム『アダムの王国』が全英10週連続1位となる。ヴィヴィアン・ウエストウッドの手掛ける「海賊ファッション」で顔にはメイクを施し、ヴィジュアル的にも大ブレイク。コンサート会場は衣装やメイクを真似たファンであふれた。1981年の秋に発表されたアルバム『プリンス・チャーミング』も成功したが、1982年に入り、間もなく解散した。
1982年にはアダムがソロデビュー、デビュー・アルバム『Friend Or Foe（邦題：敵か味方か）』で成功を収め、1989年までは高い人気を誇ったが、その後活発な活動を行わなくなる。たまに俳優としてアメリカの映画やドラマに出演することもある。
『Friend Or Foe』に収録されている「Goody Two Shoes」は、90年代後半に小沢健二によって彼のシングル曲『ダイスを転がせ』に引用されたほか、2012年にはSMAP出演によるソフトバンクモバイルのCM、『Smap GALA編』でCMソングとしても起用された。

## 日本公演
- 1981年

10月8日 中野サンプラザ、15日 東京厚生年金会館

## ディスコグラフィ

### アルバム
- 『ダーク・ウェアズ・ホワイト・ソックス』 - Dirk Wears White Sox (1979年)
- 『アダムの王国』 - Kings of The Wild Frontier (1980年)
- 『プリンス・チャーミング』 - Prince Charming (1981年)